# Unidad periférica de Ática Occidental
Ática Occidental (en griego Περιφερειακή ενότητα Δυτικής Αττικής) es una unidad periférica de Grecia. Forma parte de la periferia de Ática.

## División
La unidad periférica de Ática Occidental se creó en 2011, como parte de las reformas del plan Calícrates. Se subdivide en 5 municipios (en paréntesis el número de referencia del mapa):
- Asprópyrgos (2)
- Eleusis (1)
- Filí (5)
- Mandra-Eidýllia (3)
- Megara (4)

## Antigua prefectura
Los municipios y comunidades de la antigua prefectura de Ática Occidental eran:
| Municipio   | Nombre griego | código YPES |
| ----------- | ------------- | ----------- |
| Ano Liosia  | Άνω Λιόσια    | 1101        |
| Aspropyrgos | Ασπρόπυργος   | 1102        |
| Elefsina    | Ελεύσινα      | 1104        |
| Erythres    | Ερυθρές       | 1105        |
| Fyli        | Φυλή          | 1112        |
| Mandra      | Μάνδρα        | 1108        |
| Megara      | Μέγαρα        | 1109        |
| Nea Peramos | Νέα Πέραμος   | 1110        |
| Vilia       | Βίλια         | 1103        |
| Zefyri      | Ζεφύρι        | 1106        |
| Comunidad   | Nombre griego | código YPES |
| Magoula     | Μαγούλα       | 1107        |
| Oinoi       | Οινόη         | 1111        |